# Tirana (district)
Tirana (Albanees: Rrethi i Tiranës) is een van de 36 districten van Albanië. Het heeft 521.000 inwoners en een oppervlakte van 1238 km². Het district ligt in het midden van het land in de prefectuur Tirana. De hoofdstad is de stad Tirana; andere steden in het district zijn Kamëz en Vorë. Tirana is de hoofdstad van Albanië.

## Gemeenten en dorpen
Tirana wordt onderverdeeld in 19 gemeenten, waarvan drie steden. Onder elke gemeente zijn de dorpen vermeld die ook binnen de gemeentegrenzen vallen.
| - Baldushk - Baldushk - Balshaban - Fushas - Isufmuçaj - Kakunj - Koçaj - Mumajes - Mustafakoçaj - Parret - Shënkoll - Shpat i Sipërm - Shpat - Vesqi - Vrap - Bërzhitë - Babitaj - Bërzhitë - Dobresh - Fravesh - Ibë - Ibë e Poshtme - Kllojkë - Kus - Lugë-Shalqizë - Mihajas-Cirmë - Pashkashesh - Pëllumbas - Rozaverë - Bërxullë - Bërxullë - Bërxull-Kodër - Brukë - Domje - Mukaj - Dajt - Brrar - Darshen - Ferraj - Lanabregas - Linzë - Murth - Priskë e Madhe - Qafmollë - Selbë - Shishtufinë - Shkallë - Surrel - Tujan | - Farkë - Farkë e Madhe - Farkë e Vogël - Lundër - Mjull Bathore - Sauk - Selitë - Kamëz (stad) - Bathorë - Bulçesh - Frutikulturë - Laknas - Valias - Valias i Ri - Zall-Mner - Kashar - Kashar - Katund i Ri - Kus - Mazrek - Mëzez - Yrshek - Yzberisht - Krrabë - Krrabë - Mushqetë - Skuterë - Ndroq - Çalaberzezë - Grebllesh - Kërçukje - Lagjë e Re - Menik - Ndroq - Pinet - Sauqet - Shesh - Zbarqe - Zhurje | - Paskuqan - Babrru - Fushë e Kerçikëve - Kodër Babrru - Kodër e Kuqe - Kodër Paskuqan - Paskuqan - Paskuqan Fushë - Shpat - Petrelë - Barbas - Daias - Durisht - Fikas - Gurrë e Madhe - Gurrë e Vogël - Hekal - Kryez - Mangull - Mullet - Përcellesh - Petrelë - Picall - Qehë - Shënkoll - Shytaj - Stërmas - Pezë - Dorez - Gjysylkane - Grecë - Gror - Maknor - Pajana - Pezë e Madhe - Pezë e Vogël - Pezë Helmas - Varosh | - Prezë - Ahmetaq - Breg Shkozë - Gjeçaj - Gjeçaj-Fushë - Ndërmjetës - Palaq - Prezë - Shëngjergj - Bizë - Burimas - Derje - Domje - Façesh - Fag - Parpuja - Shëngjergj - Shëngjin - Urë - Vakumonë - Vërri - Tirana (stad) (met 11 wijken) - Vaqarr - Allgjatë - Arbanë - Bulticë - Damjan-Fortuz - Gropaj - Lalm - Prush - Sharrë - Vaqarr - Vishaj | - Vorë (stad) - Gërdec - Gjokaj - Kuç - Marikaj - Marqinet - Picar - Shargë - Vorë - Zall-Bastar - Bastar i Mesëm - Bastar-Murriz - Besh - Bulçesh - Dajt - Mner i Sipërm - Selitë Mali - Shëngjin i Vogël - Vilëz - Zall-Bastar - Zall-Dajt - Zall-Mner - Zall-Herr - Çerkezë - Dritas - Herraj - Kallmet - Kasallë - Pinar - Priska e Vogël - Qinam - Radhesh |

## Bevolking
In de periode 1995-2001 had het district een vruchtbaarheidscijfer van 2,20 kinderen per vrouw, hetgeen lager was dan het nationale gemiddelde van 2,47 kinderen per vrouw.
Berat · Bulqizë · Delvinë · Devoll · Dibër · Durrës · Ëlbasan · Fier · Gjirokastër · Gramsh · Has · Kavajë · Kolonjë · Korçë · Krujë · Kuçovë · Kukës · Kurbin · Lezhë · Librazhd · Lushnjë · Malësi e Madhe · Mallakastër · Mat · Mirditë · Peqin · Përmet · Pogradec · Pukë · Sarandë · Skrapar · Shkodër · Tepelenë · Tirana · Tropojë · Vlorë